# Ust'-Kalmanka
Ust'-Kalmanka (in russo Усть-Калманка?) è un villaggio del settore meridionale della Siberia Occidentale situato nel Territorio dell'Altaj,  in Russia. È il centro amministrativo del distretto Ust'-Kalmanskij.
La località si trova sul fiume Čaryš, a sud-ovest della capitale Barnaul.